# Никола Малбаша
Никола Малбаша (Београд, 12. септембар 1977) је бивши српски фудбалер.

## Биографија
Каријеру је започео у млађим категоријама ФК Земун, да би касније наступао и за апатинску Младост. Прволигашку афирмацију доживео је у Хајдуку из Куле, да би у зимском прелазном року сезоне 2002/03. потписао за Партизан у време док је "црно-беле" тренирао Лотар Матеус. Као бек, није се често уписивао у листу стрелаца, али је навијачима Партизана у лепој успомени остао његов гол постигнут Ђургардену са пенала, у квалификацијама за Лигу шампиона. Играо је за Партизан у Лиги шампиона 2003/04. У првенству, Малбаша је одиграо 42 утакмице за Партизан и постигао један гол. После годину и по дана у Партизановом дресу, напустио је клуб.
Каријера му је кренула силазном путањом у сезони 2004/05. када је потписао уговор са руском друголигашем Тереком. Иако се, по слову трогодишњег уговора водио као играч руског друголигаша Терека, није одиграо ниједан минут за клуб из Чеченије. Разлог – неизмирена дуговања послодавца, чији су представници испуњење договорених финансијских обавеза покушали да ескивирању негирањем постојања било каквог уговора са Малбашом, а на чему је иначе инсистирао тренер Терека.
Малбаша је одмах након повратка у земљу покренуо поступак пред ФИФА. Време и термини коначног сучељавања су више пута мењани, а бивши дефанзивац Партизана после шест месеци „принудног одмора“ коначно је од стране ФИФА добио потребне папире и у зимском прелазном року потписао двогодишњи уговор са АЕК-ом из Атине. Након истека уговора са АЕК-ом, у сезони 2006/07. потписује за немачког друголигаша Кобленц, где не успева да се наметне и почетком 2007. потписао једногодишњи уговор са екипом кинеског освајача дупле круне Шандонгом, коју је тада водио бивши тренер црно-белих Љубиша Тумбаковић.
Малбаша је за репрезентацију СЦГ одиграо 5 утакмица током 2003. године.

## Трофеји

### Партизан
- Првенство СР Југославије (1) : 2002/03.